# SH506iC
mova SH506iC（ムーバ・エス エイチ ごー まる ろく アイ　シー）は、シャープが開発した、NTTドコモによる第二世代携帯電話 (mova) 端末製品。

## 概要
2003年冬モデルのSH505iSの後継機で、mova最後のシャープ製端末となった。ドコモの2004年夏モデルのmova端末では、P506iC、SO506iCとともに、FeliCaを搭載。Edyアプリがプリインストールされ、「おサイフケータイ」が利用できる。ただし、モバイルSuicaは使えない。
同時期に発売されたN506i、P506iCと同様の回転2軸ヒンジ型を採用。側面にも十字キーや決定キーを搭載し、画面を外側にして折り畳んだ状態でも、通話、iモードやiモードメールの閲覧などができる。
なお、このデザインは、2004年12月に発売されたFOMAフラッグシップ端末のSH901iCに引き継がれることになる。
XMDF形式の辞書や本の閲覧が可能な「電子辞書&ブック」やMicrosoft WordやMicrosoft Excel、Microsoft PowerPoint、PDFが閲覧できる「ドキュメントビューア」を搭載する。
なお、回転2軸型の採用により、サブディスプレイはSH505iSの6万5,536色TFT液晶から、横長のモノクロSTN液晶となり、時計・通知の機能のみに絞られている。また、メインディスプレイもSH505i・SH505iSの2.4インチから2.2インチに縮小されている。

## 歴史
- 2004年6月16日 - SO506iC、P506iC、F900iCとともに開発が発表される。
- 2004年7月16日 - 発売。
- 2012年3月31日 - movaサービス終了により使用はこの日限りとなる。